# Negritude Júnior
Negritude Júnior é um grupo de pagode paulista formado em 1986, em Carapicuíba.
Seu período de maior sucesso aconteceu nos anos 90, onde seis dos discos gravados emplacaram vários hits nas paradas de sucesso e excelentes vendas, alcançando discos de ouro, platina e dupla platina.
A formação clássica do grupo era formada por Netinho de Paula, Nenê, Wagninho, Claudinho, Feijão, Chambourcy, Ari, Lino e Fabinho.

## Carreira
O grupo foi criado em 1986 por Nenê, Wagninho e Claudinho. Eles se encontravam na escola de samba Camisa Verde e Branco, onde Almir Guineto também frequentava. Na época, seus integrantes eram adolescentes com idades entre 12 e 15 anos. Após vencer um concurso naquela escola de samba, o grupo foi convidado a participar de uma coletânea com dois sambas, "Triste Andança" e "Algo De Valor". Logo veio o primeiro LP, em 1992, o independente Jeito de Seduzir (Zimbabwe). O disco chamou a atenção da EMI Odeon, que lançou o segundo LP do grupo, Natural, que rendeu disco de ouro com "Conto de Fadas".
Em 1994, foi lançado Deixa Acontecer que teve três sucessos: "Olhos Vermelhos", "Indiferença" e "Beijo Geladinho". No quarto disco, Gente da Gente de 1995, mais sucessos como "Absoluta", "Gente da Gente", "Cohab City" e "É Demais". Nosso Ninho, quinto disco, fez uma homenagem às mulheres, com "Tanajura", "Você faz falta" e "Coração Cigano".
O sexto álbum, o CD Sedução Na Pele, foi um dos mais vendidos, tendo rendido discos de ouro, platina e dupla platina. As músicas "Que Dure Para Sempre", "Sedução Na Pele" e "Bom Dia" chegaram ao topo das paradas de rádio e TV.
Em 2001, Netinho deixa o grupo para focar na carreira de apresentador de TV.
Em 2013, Netinho tentou retornar ao grupo e montar a formação original, porém não obteve sucesso. No ano seguinte, Netinho monta o grupo Familia Cohab City, com Fabinho, Wagninho e Lino.
Em 2019, Ari se afasta temporariamente do grupo para tratar doença autoimune.

## Discografia

### Álbuns de estúdio
| Ano  | Detalhes do álbum                                      | Certificações (vendas certificadas)            |
| ---- | ------------------------------------------------------ | ---------------------------------------------- |
| 1992 | Jeito de Seduzir - Lançado: 1992 - Gravadora: Zimbabwe |                                                |
| 1993 | Natural - Lançado: 1993 - Gravadora: EMI               | - ABPD: Ouro - Vendas totais: 100.000          |
| 1994 | Deixa Acontecer - Lançado: 1994 - Gravadora: EMI       | - ABPD: Ouro - Vendas totais: 100.000          |
| 1995 | Gente da Gente - Lançado: 1995 - Gravadora: EMI        | - ABPD: Platina duplo - Vendas totais: 500.000 |
| 1996 | Nosso Ninho - Lançado: 1996 - Gravadora: EMI           | - ABPD: Platina duplo - Vendas totais: 500.000 |
| 1997 | Sedução na Pele - Lançado: 1997 - Gravadora: EMI       | - ABPD: Ouro - Vendas totais: 100.000          |
| 1998 | Porcelana - Lançado: 1998 - Gravadora: EMI             | - ABPD: Platina - Vendas totais: 250.000       |
| 2000 | Periferia - Lançado: 2000 - Gravadora: EMI             |                                                |
| 2008 | Atitude - Lançado: 2002 - Gravadora:                   |                                                |

### Álbuns ao vivo
- 1999: Ao Vivo
- 2003: Ao Vivo II
- 2005: É Tudo Nosso
- 2016: Ao Vivo no Studio Showlivre